# Sunil Babu Pant
Sunil Babu Pant (tiếng Nepal: सुनीलबाबु पन्त) là một nhà hoạt động người Nepal và cựu chính khách. Ông là nhà lập pháp cấp quốc gia đồng tính công khai đầu tiên ở châu Á.

## Đầu đời
Pant được sinh ra trong một gia đình Brahmin ở Quận Gorkha của Nepal. Ông có bằng thạc sĩ về khoa học máy tính từ Minsk. Ông đăng ký học tại Đại học Khoa học và Công nghệ Hồng Kông nhưng đã bỏ học sau sáu tháng để tình nguyện cho các nạn nhân của cơn bão Odisha 1999. Năm 2001, ông thành lập Hội Kim cương xanh, tổ chức LGBT đầu tiên của Nepal, tính đến năm 2008 có 120.000 thành viên.